# 奥尔萨戈
奥尔萨戈（義大利語：Orsago），是意大利威尼托大区特雷维索省的一个市镇。总面积10平方公里，人口3869人，人口密度386.9人/平方公里（2009年）。国家统计（ISTAT）代码为026053。